# 蘭氏椒雀鯛
蘭氏椒雀鯛（学名：Plectroglyphidodon randalli），为條鰭魚綱鱸形目雀鯛科椒雀鯛屬的其中一種，分布於西印度洋模里西斯及留尼旺海域，深度1至4公尺，本魚體呈卵圓形且側扁，體色為褐色體側有1條白色寬橫帶，尾鰭叉形，背鰭硬棘13枚、背鰭軟條15-16枚、臀鰭硬棘2枚、臀鰭軟條12枚，體長可達9公分，棲息在礁石區，以藻類為食，繁殖期時成對出現，雄魚會守護魚卵。